# Сапєжко Кирило Михайлович
Сапєжко Кирило Михайлович (30 березня 1857—1928, Кишинів) — український хірург.

## Біографія
Народився в родині священика. 1884 року закінчив медичний факультет Київського університету, 1889—1901 — викладач у ньому, 1902-19 — професор університету в Одесі, з 1919 на еміграції в Кишиневі (Басарабія).
Праці присвячені хірургічному лікуванню виразкової хвороби шлунку, питанням пересадки слизової оболонки та ін. Запропонував власний метод операції при пупковій грижі.